# Podróż apostolska Franciszka do Portugalii (2023)
Druga podróż apostolska papieża Franciszka do Portugalii odbyła się w dniach 2–6 sierpnia 2023. Podróż Franciszka do Portugalii obejmowała trzy miasta: Lizbonę, Cascais i Fatimę. Celem podróży było w szczególności spotkanie z młodzieżą katolicką z całego świata podczas 38. Światowych Dni Młodzieży w Lizbonie.
Była to druga podróż apostolska urzędującego biskupa Rzymu do ziemi portugalskiej; wcześniej tej kraj odwiedził w 2017 roku podczas obchodów 100. rocznicy objawień w Fatimie. Była to zarazem siódma wizyta biskupa Rzymu, wcześniej kraj odwiedziło trzech papieży: Paweł VI (1967), Jan Paweł II (w 1982, 1991 i 2000), oraz Benedykt XVI (w 2010).
Informację o czterdziestej drugiej podróży apostolskiej podało Biuro Prasowe Stolicy Apostolskiej. W trakcie spotkania z młodymi, papież 5 sierpnia 2023 udał się do Sanktuarium Matki Bożej Fatimskiej.

## Program pielgrzymki[4][5]
- 2 sierpnia

O 750 nastąpił wylot samolotu z międzynarodowego lotniska Rzym/Fiumicino do Lizbony. Przylot do bazy lotniczej Figo Maduro w Lizbonie nastąpił o 1000 i tam nastąpiło oficjalne powitanie papieża. O 1100 przy głównym wejściu do Palácio Nacional de Belém odbyła się ceremonia powitania. O 1115 w pałacu narodowym w Belém odbyła się wizyta kurtuazyjna u prezydenta Portugalii, zaś o 1215 spotkanie papieża w Centrum Kultury Belem z władzami, społeczeństwem obywatelskim i Korpusem Dyplomatycznym. O 1645 w nuncjaturze apostolskiej odbyło się spotkanie z premierem Portugalii, zaś o 1730 w Klasztorze Hieronimitów odbyły się nieszpory z biskupami, księżmi, diakonami, osobami konsekrowanymi, seminarzystami i pracownikami duszpasterskimi. Po nieszporach w biskupami w Klasztorze Hieronimitów, papież udał się do nuncjatury by spotkać się z ofiarami pedofilii w portugalskim kościele. 
- 3 sierpnia

O 900 odbyło spotkanie ze studentami Portugalskiego Uniwersytetu Katolickiego, zaś o 1040 papież spotkał się z młodzieżą ze Scholas Occurentes w siedzibie Scholas Occurentes w Cascais. O 1745 papież udał się do Parku Edwarda VII w Lizbonie by spotkać się z młodzieżą z całego świata.
- 4 sierpnia

O 900 na placu Imperium papież z niektórymi młodymi sprawował Sakrament Pojednania zaś o 945 papież spotkał się z przedstawicielami ośrodków pomocy i ośrodków charytatywnych w „Centro Paroquial de Serafina” [pl. Ośrodek parafialny Serafina]. O 1200 w nuncjaturze apostolskiej papież spotkał się z młodzieżą z różnych kontynentów, spożywając z nimi obiad, zaś o 1800 w kolejnym punkcie spotkania z młodymi papież w parku Edwarda VII przewodniczył Drodze Krzyżowej.
- 5 sierpnia

O 800 nastąpił wylot helikopterem z bazy lotniczej Figo Maduro w Lizbonie do Fatimy, gdzie o 850 nastąpił przylot na stadion w Fatimie. O 930 w Kaplicy Objawień Sanktuarium Matki Boskiej Fatimskiej papież spotkał się młodymi chorymi, odprawiając z nimi Różaniec Święty, zaś o 1100 nastąpił odlot helikopterem ze stadionu w Fatimie do Lizbony, gdzie o 1150 nastąpiłprzylot do bazy lotniczej Figo Maduro w Lizbonie. O 1800 podczas prywatnego spotkania papież w „Kolegium św. Jana de Brito” spotkał się z członkami Towarzystwa Jezusowego. O 2045 papież w ramach kolejnego punktu spotkania z młodymi,uczestniczył w czuwaniu w „Parque Tejo” [pl. Park Tagu].
- 6 sierpnia

O 900 w „Parque Tejo” papież przewodniczył będzie mszy kończącej Światowe Dni Młodzieży, po niej papież odprawi Anioł Pański oraz ogłosił kolejne miejsce z młodymi, zaś o 1630 papież spotkał się z wolontariuszami ŚDM na „Passeio marítimo” [pl. Promenadzie nadmorskiej] w Algés. O 1750 w bazie lotniczej Figo Maduro w Lizbonie nastąpiła ceremonia pożegnalna, zaś o 1822 nastąpił odlot samolotem z bazy lotniczej Figo Maduro w Lizbonie do Rzymu. Przylot na międzynarodowe lotnisko Rzym/Fiumicino nastąpił o 2215.